# NGC 7318A
NGC 7318A (también conocida como UGC 12099 o PGC 69260) es una galaxia elíptica a unos 300 millones de años luz de distancia en la constelación Pegaso. Se trata de un miembro del famoso Quinteto de Stephan, esta galaxia está en proceso de colisión.
El Telescopio Espacial Spitzer revelaron la presencia de una onda de choque intergaláctico enorme, que se muestra por el verde del arco magnífico en la foto a la derecha producida por una galaxia de caer en otro a millones de kilómetros por hora. Como NGC 7318B choca con NGC 7318A, hay difusión de gases en todo el cúmulo; los átomos de hidrógeno se calientan en la onda de choque, lo que produce el resplandor verde. El hidrógeno molecular que se puede ver aquí es una de las formas más turbulentas de hidrógeno molecular del universo. Este fenómeno fue descubierto por un equipo internacional de científicos del Instituto Max Planck de Física Nuclear (MPIK) en Heidelberg. Lo más notable es el hecho de que este choque puede ayudar a proporcionar una visión de lo que ocurrió en los inicios del universo hace 10 millones de años cuando este se formó.